# Arlene Martel
Arlene Martel (ur. 14 kwietnia 1936 w Nowym Jorku, zm. 12 sierpnia 2014 w Los Angeles) – amerykańska aktorka filmowa i telewizyjna.

## Życiorys
Arlene Martel urodziła się 14 kwietnia 1936 roku. Wystąpiła w kilku filmach i wielu serialach. Największą popularność przyniosła jej rola T’Pring w drugim sezonie serialu Star Trek, gdzie zagrała narzeczoną Spocka. Zmarła w wieku 78 lat.

## Filmografia
seriale
- 1952: Death Valley Days jako Julia
- 1955: Gunsmoke jako Quanah
- 1959: Perry Mason jako Fiona Cregan / Sandra Dunkel
- 1959: The Restless Gun jako siostra Theresa
- 1959: The Rebel jako Molly Keeler
- 1959: The Detectives Starring Robert Taylor jako Lucy / Stella
- 1959: Nietykalni jako Carla Patrone
- 1959: Strefa mroku jako dziewczyna w barze / Pielęgniarka
- 1960: Route 66 jako Lucia Trapani
- 1961: The New Breed jako Maria Danielo
- 1961: Ben Casey
- 1961: Bus Stop jako Claire Perkins
- 1963: My Favorite Martian jako Viola Normandy
- 1963: The Fugitive jako Magda Karac
- 1963: The Outer Limits jako Consuelo
- 1964: Ożeniłem się z czarownicą jako Malvina
- 1965: Hogan’s Heroes jako Tiger
- 1965: I Dream of Jeannie jako Sonia
- 1965: The Wild Wild West jako Erika
- 1966: Mission: Impossible jako Atheda
- 1966: Star Trek jako T’Pring
- 1967: Mannix jako Muriel Price / Valerie Price / Brooke Maxwell Cornell
- 1967: The Flying Nun jako Manuela
- 1968: Columbo jako Gloria / Tanya / Ekspedientka
- 1968: It Takes a Thief
- 1968: The Doris Day Show jako Maharani
- 1968: Here Come the Brides
- 1970: McCloud jako Linda Farley
- 1972: Banaczek jako Diana Maitland
- 1973: Żar młodości jako Mavis MacDonald
- 1974: Petrocelli jako Mamie
- 1974: The Six Million Dollar Man jako Violette
- 1974: The Rockford Files jako Marty Bach
- 1978: Richie Brockelman, Private Eye
- 1978: Battlestar Galactica jako Cudzołożnica
- 1979: Knots Landing jako Sprzedawczyni

film
- 1968: Angels from Hell jako Ginger
- 1972: Adventures of Nick Carter jako Flo
- 1974: Indict and Convict jako pani Ann Lansing
- 1975: Conspiracy of Terror jako Leslie Horowitz
- 1977: Chatterbox jako Marlene
- 1978: Zoltan, pies Draculi jako Maj. Hessel
- 1982: Eleonora – pierwsza dama świata jako madame Jahar